# Linzi
För andra betydelser, se Linzi (olika betydelser).
Linzi, även romaniserat Lintze, är ett stadsdistrikt i Zibo i Shandong-provinsen i norra Kina.
Under Zhoudynastin var Linzi huvudstad i riket Qi (1100-talet f.Kr. till 221 f.Kr.)

## Källa
1. ↑  ”worldpostmarks.net”. Arkiverad från originalet den 2 januari 2015. https://web.archive.org/web/20150102101710/http://worldpostmarks.net/HTML%20Countries/china.htm. Läst 22 juli 2015.
2. ↑  ”Chinese History - Qi 齊 (Zhou period feudal state)” (på engelska). CHINAKNOWLEDGE. http://www.chinaknowledge.de/History/Zhou/rulers-qi.html. Läst 17 december 2015.